# Jean-Pierre Lanvin
Pour les articles homonymes, voir Lanvin.

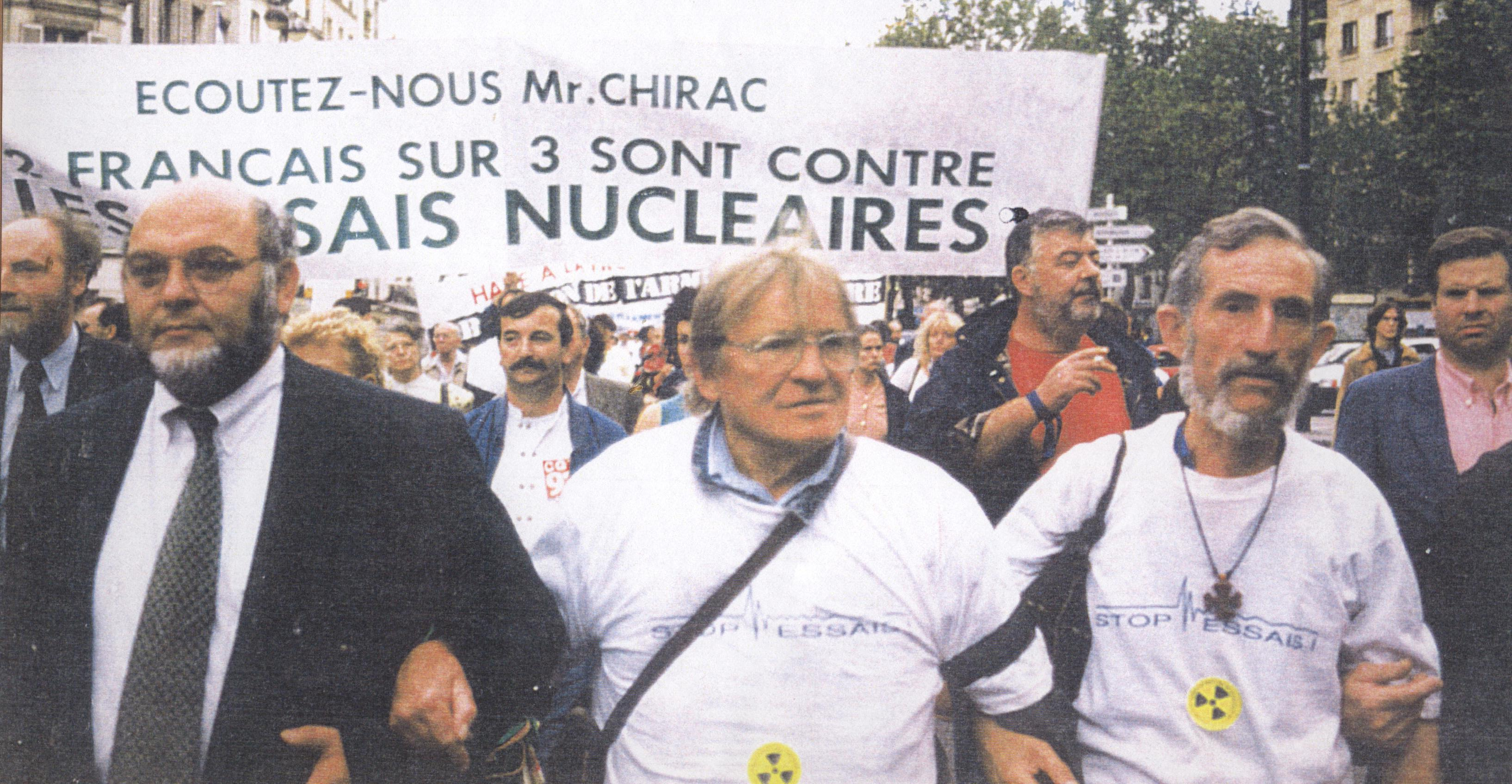
Robert Hue, Jean-Pierre Lanvin et Jean-Baptiste Libouban, lors d'une manifestation contre les tests nucléaires français.

Jean-Pierre Georges Camille Lanvin, né le 8 mai 1924 à Dijon et mort le 31 décembre 1997 à Écully, est un militant pacifiste, un antimilitariste actif dans le Groupe d'action et de résistance à la militarisation.

## Biographie
Né au sein de la famille du chocolatier Lanvin, il est résistant pendant la Seconde guerre mondiale et milite dès la fin de la guerre pour la non-violence et l'antimilitarisme, notamment au sein de l'Action civique non-violente et du Garm.
Petit-fils du peintre et photographe Georges Maroniez, Jean-Pierre Lanvin est le frère du sculpteur Gérard Lanvin, de l’Institut.

### Vie professionnelle
Il est représentant de commerce pour la chocolaterie familiale, refusant d'avoir des responsabilités trop prenantes pour son activité militante.

« Ainsi, sans faire de zèle excessif pour la maison de mon père, ai-je sacrifié au dieu du Commerce, tout juste assez pour mériter peut-être les émoluments que m'accordait la Société anonyme. Une tonne et demi de chocolat par semaine en fin de ma carrière, il y avait de quoi constiper pas mal de gens. »

— Jean-Pierre Lanvin, À dieu vat, p. 91

### Vie politique

#### Seconde guerre mondiale
Jean-Pierre Lanvin s'engage en 1944 dans un maquis du Morvan puis comme volontaire dans la 1re armée française (Rhin et Danube). Il participe aux campagnes des Vosges, d'Alsace et d'Allemagne. Il reçoit la Croix de guerre. Il la renverra pendant la guerre d'Algérie pour protester contre le bombardement de Sakiet Sidi Youssef.

#### Action civique non-violente
La vie spirituelle et de militant non-violent de Jean-Pierre Lanvin sera orientée par la rencontre, en 1947, de Lanza del Vasto, fondateur des Communautés de l'Arche inspirées du christianisme et de la philosophie de Gandhi. Il est l'animateur des Amis de l'Arche de Lyon et restera fidèle à la communauté toute sa vie. Pendant la guerre d'Algérie, sous l'impulsion de Robert Barrat, des membres de la communauté créent l’Action civique non-violente (ACNV) qui, en particulier avec Joseph Pyronnet, va dénoncer la torture, s'opposer aux camps d’assignation en France et soutenir les objecteurs de conscience et les insoumis. Jean-Pierre Lanvin s'engage avec l'ACNV et est l'animateur du groupe de Lyon,,.
En avril 1957, Lanza del Vasto, Bernard Gaschard  et Pierre Parodi  jeûnent vingt jours au Centre d’information et de coordination pour la défense des libertés et de la paix, situé rue du Landy à Clichy, dont le secrétariat est assuré par Robert Barrat, Roland Marin et Maurice Pagat, et qui publie le journal Témoignages et Documents luttant contre la censure. Jean-Pierre Lanvin participe à la diffusion des 150 000 tracts qui font « appel à la conscience » des Français et des Algériens et dénoncent la torture.
Il héberge des clandestins, militants pour l'indépendance de l'Algérie.
En avril et mai 1960, il fait partie des trente volontaires de l'ACNV qui, se déclarant suspects, manifestent et demandent au ministre de l'Intérieur à partager le sort des Algériens internés sans jugement dans les Centres d'assignation à résidence surveillée des camps du Larzac (Aveyron), de Thol (Neuville-sur-Ain, Ain),,,,,,, de Saint-Maurice-de-l’Ardoise (Gard) et de Mourmelon (Marne),. En décembre 2021, la sous-préfète de l’Ain a inauguré une plaque commémorative du camp de Thol incluant une citation de Joseph Pyronnet.
Le 11 avril 1958, quatre-vingt-deux personnes, dont Jean-Pierre Lanvin, Lanza del Vasto, le journaliste Robert Barrat et le pasteur André Trocmé manifestent pour la première fois en France contre l'armement atomique en pénétrant dans l'usine nucléaire de Marcoule qui produit du plutonium pour la bombe atomique,,.
Le 20 avril 1963, il est un des signataires de l'appel pour la constitution d'un Comité de préparation des États généraux du désarmement dans le Rhône.
En mai 1963, à Lyon, l'ACNV et d'autres mouvements appellent à une conférence de Bernard Boudouresques et à une marche silencieuse contre les armes atomiques. Jean-Pierre Lanvin est le porte-parole de ces manifestations. Animateur de l'équipe lyonnaise de l'ACNV, il appelle avec elle à manifester en soutien à deux objecteurs jugés le 11 juin 1963, et pour lesquels il témoigne. Par solidarité, il renvoie son livret militaire comme il l' a annoncé au procès.
Le 12 octobre 1963, 150 personnes accompagnent une délégation du Comité lyonnais pour la reconnaissance légale de l'objection de conscience, avec notamment Jean-Pierre Lanvin, Bernard Clavel et le pasteur Jean Lasserre, qui se rend à la Préfecture du Rhône pour réclamer un statut pour les objecteurs de conscience,,.
Sous l'égide du Mouvement contre l'armement atomique, Jean-Pierre Lanvin participe, avec l'ACNV et d'autres organisations, à des réunions publiques et des manifestations contre les armes atomiques. 
Les réservistes pouvaient demander le statut d'objecteur de conscience pendant les trois mois suivant le vote de ce statut en décembre 1963. Jean-Pierre Lanvin le fait dans une démarche collective de soixante anciens militaires coordonnée par l'ACNV. En mars 1964, son inculpation pour le refus de recevoir son livret militaire fait logiquement l'objet d'un non-lieu.
En octobre 1965, pour inciter le concile Vatican II à intégrer la non-violence dans ses préconisations, dix-neuf membres de la Communauté de l'Arche et de l’Action civique non-violente jeûnent à Rome pendant dix jours. Parallèlement des jeûnes ont lieu dans différents pays. Jean-Pierre Lanvin participe à celui de Lyon.
Le 23 avril 1967, au cours de la Marche de la Paix organisée à Lyon par Le Mouvement contre l'armement atomique, il prend la parole pour exposer le cas de Georges Pinet emprisonné pour avoir renvoyé son livret militaire pour protester contre la force de frappe nucléaire.
En mars 1969, il signe avec des dizaines de personnes un tract qui soutient le renvoi de leurs papiers militaires par Aimé Léaud et Olivier Maurel.

#### Groupe d'action et de résistance à la militarisation
Il est cofondateur en 1967 et un des membres les plus actifs du Groupe lyonnais de soutien aux « renvoyeurs » du livret militaire rebaptisé en 1969 Groupe d'action et de résistance à la militarisation (Garm),. Le 8 février 1967, il s'enchaîne avec trois autres personnes aux grilles de la préfecture du Rhône par solidarité avec des objecteurs de conscience grévistes de la faim ou emprisonnés, notamment, à Lyon, Michel Tachon, Jean-François Lefebvre, Gilbert Ott et Bernard Vandewiele.
Il est le référent lyonnais du Comité de soutien aux objecteurs de conscience.
Pour soutenir José Beúnza, dit Pepe Beúnza (ca), catholique non-violent et premier Espagnol à mener une action pour obtenir le statut d’objecteur de conscience, une marche internationale de cinquante jours part le 21 février 1971 de Genève vers la frontière espagnole. Jean-Pierre Lanvin prépare l'accueil et les manifestations du Garm à Lyon. Il participe au groupe qui accompagne la marche pour franchir la frontière espagnole. Les Espagnols sont aussitôt arrêtés. Bloqués par les douaniers, les autres manifestants, d’une dizaine de nationalités, restent assis pendant cinq heures et demie sur le pont marquant la frontière. Ils sont finalement sévèrement matraqués par la police franquiste et leurs guitares et sacs à dos lancés par-dessus le parapet.
Pour protester contre les ventes d’armes au Pakistan en guerre contre l'Inde, le 28 octobre 1971, en plein centre de Lyon, des militants du Garm barrent symboliquement la route au ministre de la Défense qui sera en visite officielle le lendemain. Jean-Pierre Lanvin et d'autres sont enchaînés à un cheval de frise dérobé au Fort du Mont Verdun. Des pancartes, « empruntées » elles aussi, y sont accrochées. Modifiées, au lieu de l’interdiction aux civils, elles affichent « Accès rigoureusement interdit à Michel Debré, Danger »,.
Le 13 mai 1972, avec une vingtaine de militants du Garm et du groupe de Romans Objection et résistance, il intervient en gare de Valence (Drôme). Ils s'enchaînent à un train espagnol et devant celui-ci. Ils réclament un statut pour les objecteurs espagnols et dénoncent l'accord de coopération militaire franco-espagnol et la collaboration en matière de répression politique. Le même jour, d’autres groupes bloquent plusieurs fois le train sur son parcours. Jean-Pierre Lanvin est condamné à une amende avec Mireille Debard, Christian Mellon, Dominique Mellon, Didier Van Cothem et Olivier Brachet,.
Au début des années 1970, des travaux transforment le Fort du Mont Verdun, près de Lyon, en un poste de commandement de la force de frappe nucléaire. Le Garm mène une campagne spectaculaire pour dénoncer cet équipement avec comme slogan « Lyon, ni Pentagone, ni Hiroshima ! » La nuit du 30 au 31 janvier 1971, quelques militants pénètrent clandestinement au cœur du chantier du vaste complexe de salles souterraines réparties sur plusieurs niveaux. Après plusieurs heures de présence, ils se laissent volontairement arrêter,. Jean-Pierre Lanvin est chargé d'avertir la presse.
En 1972, à la date anniversaire de la première intrusion, des militants du Garm, dont Jean-Pierre Lanvin, munis de laissez-passer falsifiés, pénètrent à nouveau au Mont Verdun.

« Objectif : le poste central de commandement. Environ 7 à 800 mètres de souterrains, l’immense salle des générateurs, la salle de contrôle radars, l’ordinateur central - à l’époque assez volumineux pour occuper toute une salle - et enfin le poste de commandement. Personne. Il n’est pas encore huit heures du matin. Nous nous installons dans les confortables fauteuils, déployons la large banderole « Non au PC atomique du Mont Verdun », prenons quelques photos souvenir, cassons une petite croûte et attendons... L’un d’entre nous ressort, muni des pellicules (...) rejoindre un journaliste averti de l’opération, qui attend à la sortie. »

— Yvon Montigné
En juillet 1972, des filins sont lancés du pont de la Guillotière sur le Rhône pour que quatre embarcations s'y arriment et déploient les banderoles du Garm pour soutenir deux objecteurs, Jean-Michel Fayard et François Janin. Trois embarcations chavirent, les passagers, dont Jean-Pierre Lanvin, échappent à la noyade et terminent la manifestation sur une dragueuse.
Du 8 au 10 décembre 1972, la basilique de Fourvière, à Lyon, abrite un jeûne de Jean-Pierre Lanvin, François Janin, Robert Chazal et Christian Delorme en solidarité avec Jean-Michel Fayard. Des militants d'Action française pénètrent dans la basilique et tentent d'en expulser brutalement les grévistes qui peuvent rester grâce à l'entremise de prêtres.
Le 10 janvier 1973, onze militants du Garm, dont Jean-Pierre Lanvin, occupent le consulat des États-Unis à Lyon. Ils dénoncent le mépris des accords de Genève, qui prévoyaient la réunification du Viêt Nam, et la reprise des massacres perpétrés par les bombardements américains. Ils déchirent le drapeau américain et le remplacent sur la façade par un drapeau nazi. Passant par les toits, deux d'entre eux accrochent une banderole au fronton du bâtiment. Le consulat ne porte pas plainte contre eux mais ils sont inculpés au nom de la très contestée « loi anticasseurs » de 1970 (abrogée en 1982) qui institue une responsabilité collective en contradiction avec les principes du droit pénal moderne. Le 10 octobre, ils déclarent au tribunal : « Le drapeau représente l'honneur d'un pays. Lorsque les dirigeants de ce pays bafouent cet honneur en menant une guerre de massacre, le drapeau est déjà souillé et nous n'avons fait que concrétiser cette réalité. » Défendus par Mes Saint-Pierre et de Felice, les militants sont « renvoyés des fins de la poursuite sans peine ni dépens. »
En 1973, Jean-Pierre Lanvin, déguisé en évêque, conduit dans les rues de Lyon l’enterrement des futures victimes des essais nucléaires et de la prochaine guerre nucléaire ainsi que des victimes de l’actuelle famine en Afrique,.
Le 11 novembre 1977, une parodie du quotidien lyonnais Le Progrès paraît avec le sous-titre « Pirate, journal antimilitariste » et son prix « 0,00 franc ; Suisse : pareil ». Il contient des articles rédigés par de nombreux mouvements de la mouvance antimilitariste. Une quarantaine de personnes, dont Jean-Pierre Lanvin, s'affichent comme directrices de publication. Le Progrès porte plainte et la police investit pendant cinq heures les Ateliers d'impression presse nouvelle et saisit les plaques offset du journal pirate.
Vingt-cinq membres du Groupe Insoumission, inculpés d'« incitation à la désertion et à l'insoumission », sont jugés à Lyon, le 30 janvier 1978. Jean-Pierre Lanvin témoigne au procès.
En France, plus de sept cents personnes se déclarent prêtes à transgresser l’article L 128 du code du service national qui punit l’hébergement (le recel, en terme juridique) des insoumis. Offrant, pour quelques heures, leur hospitalité à des objecteurs menacés d’être incarcérés, des personnalités se réunissent au domicile de l’une d’entre elles, invitant les journalistes à constater leur acte de désobéissance civile. Bernard Clavel, Théodore Monod, Mireille Debard, Jean Lasserre, Jeannette Colombel, Brice Lalonde, Romain Bouteille, Leny Escudero, Daniel Guérin, Bernard Ravenel, Catherine Ribeiro, des membres socialistes de conseils généraux et municipaux agissent de la sorte. Le 26 mars 1980, chez Jean-Pierre Lanvin, membre du Garm, et en présence d’Huguette Bouchardeau, secrétaire nationale du Parti socialiste unifié, une conférence de presse annonce cette transgression.
Jean-Pierre Lanvin marche, notamment au côté de Robert Hue et Jean-Baptiste Libouban, contre les tests nucléaires français.

#### Larzac
Avec la Communauté de l'Arche, les Comités Larzac et le Groupe d'action et de résistance à la militarisation (Garm), Jean-Pierre Lanvin soutient la lutte des paysans du Larzac contre l'accaparement de leurs terres par l'extension du camp militaire et pour les nombreuses causes sociales, écologistes et pacifistes dont ils sont solidaires,.

#### Voyages humanitaires
De 1989 à 1997, Jean-Pierre Lanvin participe à de nombreux voyages et convois humanitaires. Il se rend, parfois à plusieurs reprises, aux destinations suivantes : à Moscou et au Kazakhstan avec les Médecins contre le nucléaire, en Nouvelle-Calédonie avec la Cimade, en ex-Yougoslavie et en Albanie avec l'Assemblée européenne des citoyens, Agir ensemble pour les droits de l'Homme, le Mouvement pour une alternative non-violente et EquiLibre, en Israël et en Palestine avec la Cimade, l'Association médicale franco-palestinienne et EquiLibre, en Irak avec EquiLibre,. 
Après un voyage en Albanie et en Macédoine, Jean-Pierre Lanvin est co-animateur d'un débat organisé à Lyon, en juin 1994, par le Mouvement pour une alternative non-violente et les Amis de l'Arche.

## Œuvres
Jean-Pierre Lanvin a écrit une autobiographie, publiée en 1999, À Dieu vat, avec une préface de Bernard Clavel.